# رفقای بد (فیلم)
رفقای بد (انگلیسی: The Bad Guys) یک فیلم پویانمایی رایانه‌ای کمدی-جنایی آمریکایی به کارگردانی پیر پریفل (در نخستین کارگردانی بلندش) و به نویسندگی ایتان کوئن محصول ۲۰۲۲ است، که توسط دریم‌ورکس انیمیشن بر اساس مجموعه‌کتاب‌های کودکانه به همین نام از آرون بلبی ساخته‌شده و توسط یونیورسال پیکچرز توزیع شده‌است. این فیلم با صداپیشگی سم راکول، مارک مارون، آکوافینا، کریگ رابینسون، ریچارد آیوادی، الکس بورستین، لیلی سینگ و دیگران، داستانِ گروهی از حیوانات شرور را روایت می‌کند که پس از دستگیری وانمود می‌کنند که قصد دارند خود را به عنوان شهروند نمونه اصلاح کنند، با این وجود رهبرشان که نقشه‌های خودش را دارد، واقعاً متمایل به تغییر روش خود می‌شود.
کار روی رفقای بد در سال ۲۰۱۸ آغاز شد، داستان فیلم از فیلم‌های جنایی و مجموعه‌های پویانمایی مانند داستان عامه‌پسند و بیستارز (بدون محتوای تاریک)، و طراحی صحنهٔ آن از فیلم مرد عنکبوتی: به درون دنیای عنکبوتی اثر سونی پیکچرز الهام گرفته‌شده‌است. تولید فیلم در استودیوی دی‌دبلیوای آغاز شد و برخی از دارایی‌های تولیدی اضافی از جلی‌فیش پیکچرز به امانت گرفته‌شد و صداپیشگی به دلیل دنیاگیری کووید-۱۹ از راه دور انجام‌شد.
رفقای بد در چندین کشور از تاریخ ۱۶ مارس ۲۰۲۲ و در ایالات متحده در ۲۲ آوریل منتشر شد و به‌طور کلی نقدهای مثبتی از منتقدان دریافت کرد. این فیلم با فروش ۲۵۰ میلیون دلار در سراسر جهان در مقابل بودجه ۶۹ تا ۸۰ میلیون دلاری، عملکرد مطلوبی در گیشه داشت و دومین فیلم پویانمایی پرفروش ۲۰۲۲ شد.

## داستان
در لس آنجلس بزرگ جایی که انسان‌ها و حیوانات انسان‌نما در کنار هم زندگی می‌کنند، باندی از حیوانات جنایتکار بدنام ملقب به «رفقای بد»، شامل یک گرگ (آقای گرگ)، یک مار (آقای مار)، یک رتیل زانوقرمز مکزیکی (خانم تارانتولا)، یک کوسه سفید بزرگ (آقای کوسه) و یک پیرانای شکم قرمز (آقای پیرانیا) با رهبریِ آقای گرگِ خونسرد دست به دزدی‌های گستاخانه می‌زنند و با موفقیت از دست مقامات فرار می‌کنند؛ مردم شهر آنها را به عنوان حیواناتی ذاتاً «بد» تعبیر کرده‌اند.
وُلف پس از اینکه توسط فرماندار دایان فاکسینگتون در تلویزیون زنده مورد توهین قرار می‌گیرد، باند خود را متقاعد می‌کند که برای سرقت جایزهٔ ارزشمندی به نام دلفین طلایی از پروفسور مارمالاد، یک خوکچه هندی بشردوست، در جریان مراسم تحلیف او در یک جشن دزدی کنند. وُلف در طول دزدی به‌طور ناخواسته به یک زن مسن کمک می‌کند و به خاطر این کار خوبش مورد ستایش قرار می‌گیرد اما منجر به رنج‌بردن از کارهای اشتباهش در گذشته می‌شود. او پس از افشای باند و دستگیری، با تأیید فاکسینگتون مارمالاد را متقاعد می‌کند که آنها را «اصلاح» کند اما مخفیانه با تیمش نقشه می‌کشد که از این تظاهر برای سرقت مجدد جایزه استفاده کند.
مارمالاد باند را به خانه‌اش دعوت می‌کند، اما آنها با درس‌های او مبارزه می‌کنند و نمی‌توانند خود را با رفتار «خوب» وفق دهند. پس از اینکه یک برنامهٔ «آخرین سرقت برای همیشه» برای نجات یک گله از خوکچه‌های هندی از یک آزمایشگاه تحقیقاتی به دلیل بلعدین آن‌ها توسط آقای مار، شخص دوم وُلف، شکست می‌خورد، فاکسینگتون آزمایش را لغو می‌کند؛ وُلف به او اعتراف می‌کند که از منفور بودن گونه‌اش متنفر است، فاکسینگتون نیز اعتراف می‌کند که درد او را متوجه می‌شود و به خوب‌شدن او امیدوار است. وُلف روی این موضوع فکر می‌کند و گربه‌ای را از درختی نجات می‌دهد، که ناغافل این صحنه توسط مارمالاد ضبط و منتشر می‌شود و چهرهٔ عمومی این باند را تغییر می‌دهد. اِسنِیک با این حال ترس دارد که ارتباطش را با دوست صمیمی‌اش از دست بدهد.
وُلف هنگامی که باند برای ربودن مجدد جایزه سرقت جدیدی انجام می‌دهد، نمی‌تواند خود را مجبور به اتمام نقشه کند. در همین حال شهاب سنگی به سرقت می‌رود که باعث می‌شود باند مسئول سرقت آن شناخته شود. مارمالاد هنگامی که آنها دستگیر می‌شوند به‌طور خصوصی با آنها ملاقات می‌کند و نشان می‌دهد که او شهاب سنگ را دزدیده و در تمام مدت برنامه‌ریزی می‌کرد که باند سقوط کند. وُلف در زندان به گروهش توضیح می‌دهد که دیگر نمی‌خواهد یک جنایتکار و «بَد» باشد و آن‌ها می‌توانند بهتر از این باشند، اما مار قبول نمی‌کند و معتقد است که دنیا هرگز آن‌ها را به‌عنوان چیزی جز هیولا نخواهد دید. دعوای آن‌ها زمانی قطع می‌شود که یک جنایتکار بدنام دیگر با نام کریمسون پا آنها را نجات می‌دهد و خود را به عنوان فاکسینگتون رونمایی می‌کند و توضیح می‌دهد که وی زمانی اصلاح شد که تلاش کرده بود دلفین طلایی را بدزدد.
وُلف به محض رسیدن به امنیت از سوی دیگر اعضای باند به دلیل خیانتش رها می‌شود؛ اما زمانی که دیگران به مخفیگاه خود بازمی‌گردند، متوجه می‌شوند که مکان به‌طور کامل خالی است، زیرا وُلف مکان را به فاکسینگتون به عنوان غرامت برای جنایاتش فاش کرده‌بود. اسنیک پس از اینکه با کمال میل آخرین دارایی خود را از روی مهربانی به آقای کوسه که گرسنه است، می‌دهد، دیگران متوجه می‌شوند که همه می‌توانند راه خود را تغییر دهند و به کمک وُلف بروند، اما مار با انکار این امر آن‌ها را رها می‌کند تا با مارمالاد متحد شود؛ مارمالاد در همین حال قصد دارد از شهاب سنگ برای قدرت‌دادن به یک دستگاه کنترل ذهن استفاده کند تا ارتشی از خوکچه‌های هندی را هیپنوتیزم کرده و سرمایه‌های خیریه را سرقت کند.
وُلف و فاکسینگتون در همین حال وارد خانهٔ مارمالاد می‌شوند تا شهاب سنگ را بدزدند اما توسط مارمالاد و مار دستگیر می‌شوند. آن‌ها توسط باقیماندهٔ باند نجات می‌یابند، سپس شهاب سنگ را می‌دزدند و اقدام به خنثی‌سازی دزدی مارمالاد می‌کنند. آن‌ها سپس به ایستگاه پلیس می‌رسند تا شهاب سنگ را تحویل دهند اما باند در آخرین لحظه تصمیم می‌گیرد مار را با وجود خیانتش نجات دهند. مارمالاد در طول تعقیب و گریز به عنوان مزیت به مار خیانت می‌کند و باند برای نجات او جان خود را به خطر می‌اندازد در نتیجه مارمالاد شهاب سنگ را پس می‌رباید.
باند پس از نجات مار و از بین‌بردن کلاه ایمنی مارمالاد تسلیم پلیس می‌شود تا فاکسینگتون مجبور نشود گذشتهٔ جنایتکارانهٔ سابق خود را فاش کند. مارمالاد اعتبار بازیابی این شهاب سنگ را بر عهده می‌گیرد، اما مشخص می‌شود که این شهاب سنگ تقلبی است که توسط مار کاشته شده بود که شهاب سنگی اصلی را جعل کرده‌است؛ او پس از جابجایی شهاب سنگ با لامپ، شهاب سنگ واقعی را در محوطه مارمالاد رها کرده و آن را بیش از حد شارژ کرد که باعث انفجار آن شده و ترکیب را از بین برد. وقتی شهاب سنگ تقلبی روی مارمالاد می‌اُفتد، الماسی که او از فاکسینگتون دزدیده بود از جیبش اُفتاده و مقامات تشخیص می‌دهند که این الماس سال‌ها پیش توسط پنجه‌زرشکی به سرقت رفته بود؛ مارمالاد که اکنون به عنوان پنجه‌زرشکی قاب شده‌است، دستگیر شده و اعتبارش از بین می‌رود.
یک سال بعد، رفقای بد به دلیل رفتار خوبشان از زندان آزاد می‌شوند؛ آن‌ها با فاکسینگتون شریک می‌شوند تا حرفهٔ جدید خود را برای مبارزه با جرم و جنایت آغاز کنند.

## صداپیشگان
- سم راکول در نقش آقای گرگ (Mr. Wolf؛ مِستِر وُلف)، یک گرگ خاکستری شوخ و جذاب، یک جیب‌بر حرفه‌ای و رهبر باند «رفقای بد»، که همچنین به عنوان راننده فرار خدمه نیز عمل می‌کند. او همچنین می‌تواند دیوار چهارم را بشکند تا بینندگان را در مورد موضوعاتی مورد خطاب قرار دهد.[۴]
- مارک مارون در نقش آقای مار (Mr. Snake؛ مِستِر اِسنِیک)، یک مار قهوه‌ای شرقی، گونه‌ای از مارهای زهرآگین از خانوادهٔ کفچه‌ماران؛ فردی طعنه‌آمیز، بدبین و نفر دوم و بهترین دوست آقای گرگ.[۵]
- آکوافینا در نقش خانم تارانتولا، یک رتیل زانوقرمز مکزیکی، کوچکترین و تنها عضو زن باند؛[۶] او یک هکر متخصص و تیزبین و فردی طعنه‌آمیز است که همچنین با لقب‌های «وِبز» یا «ماتا هِیری» (Mata Hairy; Webs) نیز شناخته می‌شود؛ خانم تارانتولا بر پایهٔ آقای تارانتولا از سری کتاب‌های این مجموعه ساخته شده‌است.[۷]
- کریگ رابینسون در نقش آقای کوسه (Mr. Shark؛ مِستِر شارک)، یک کوسه سفید بزرگ حساس و استاد پنهان‌شدن با خلقی بچه‌گانه و و بزرگترین عضو باند.
- آنتونی راموس در نقش آقای پیرانیا (Mr. Piranha)، یک پیرانای شکم قرمز بولیویایی، که وقتی عصبی است تمایل به گوز زدن دارد؛ او «عضله» و جوان‌ترین عضو رفقای بد است.[۶]
- ریچارد آیوادی در نقش پروفسور روپرت مارمالاد چهارم (Professor Rupert Marmalade IV)، یک خوکچه هندی بشردوست باشکوه که به باند آقای وُلف پیشنهاد می‌کند انجام‌دادنِ «کارهای خوب» را آغاز کنند.
- زاسی بیتس در نقش دایان فاکسینگتون (Diane Foxington)، یک روباه سرخ و فرماندار شهر؛ او همچنین علاقه عاشقانه‌ای به آقای گرگ دارد و همچنین در نقش کریمسون پا (Crimson Paw؛ پنجه زرشکی) ظاهر می‌شود.
- الکس بورستین در نقش میستی لوگینز، رئیس پلیس انسان؛ فردی تندخو که مصمم است در هر زمانی افراد بد را دستگیر کند.[۸]
- لیلی سینگ در نقش تیفانی فلافیت، یک گوینده اخبار محلی که تمایل به اغراق در گزارش‌هایش دارد.
- باربارا گودسون صداپیشگی پیرزنی را برعهده دارد که آقای ولف قصد داشت جیبش را بزند.

## تولید

### توسعه
در ۲۲ ژوئیه ۲۰۱۷، روزنامه دیلی تلگراف استرالیا گزارش داد که چندین استودیو برای اقتباس از این سریال در یک فیلم ابراز علاقه کرده‌اند. در مارس ۲۰۱۸، ورایتی گزارش داد که دریم‌وورکس انیمیشن فیلمی بر اساس این مجموعه کتاب خواهد ساخت و اتان کوهن فیلمنامه آن را می‌نویسد. سال بعد، در اکتبر، گزارش شد که این فیلم توسط پیر پریفل در اولین کارگردانی بلند سینمایی خود کارگردانی خواهد شد و کوهن و هیلاری وینستون قرار است فیلمنامه فیلم را بنویسند. این فیلم به‌عنوان «تغییر مشابهی در ژانر دزدی که شرک در افسانه‌ها انجام داد و کاری که پاندای کونگ فو کار برای ژانر کونگ فو انجام داد» توصیف شد. خدمه در طول همه‌گیری کووید-۱۹ از راه دور کار می‌کردند.

### انتخاب صداپیشه
در ۲۸ ژوئیه ۲۰۲۱، بازیگران با ایتان کوهن، نویسنده کتاب، آرون بلبی و پاتریک هیوز به عنوان تهیه‌کنندگان اجرایی فیلم معرفی شدند. در همان روز، کارگردان پیر پریفل، انتخاب شخصیت را در حساب اینستاگرام خود اعلام کرد.

### موسیقی
در ۲۲ ژوئن ۲۰۲۱، دانیل پمبرتون برای آهنگسازی این فیلم قرارداد امضا کرد.

### بازاریابی
اولین تریلر در ۱۴ دسامبر ۲۰۲۱ منتشر شد.

## انتشار

### سینمایی
در ۷ اکتبر ۲۰۱۹، گزارش شد که این فیلم در تاریخ ۱۷ سپتامبر ۲۰۲۱ در سینما اکران خواهد شد و تاریخ اکران اسپوکی جک را به عهده خواهد گرفت. در دسامبر ۲۰۲۰، فیلم به تعویق افتاد و بچه رئیس: کسب‌وکار خانوادگی در جایگاه اصلی خود قرار گرفت، اگرچه تأیید شد که به دلیل همه‌گیری کووید-۱۹ تاریخ جدیدی را «در هفته‌های آینده» دریافت می‌کند. در مارس ۲۰۲۱، تاریخ انتشار تا ۱۵ آوریل ۲۰۲۲ برنامه‌ریزی شده بود. در اکتبر ۲۰۲۱، دوباره یک هفته به ۲۲ آوریل عقب افتاد. همچنین این فیلم در ۳۱ مارس ۲۰۲۲ در استرالیا اکران شد.

### نمایش خانگی
سرگرمی خانگی یونیورسال پیکچرز این فیلم را در ۲۱ ژوئن ۲۰۲۲ در قالب‌های دی‌وی‌دی و بلوری و همچنین برای توزیع دیجیتال در دسترس قرار دارد.

## بازخورد
در وبگاه جمع‌آوری نقد راتن تومیتوز، ٪۸۸ از ۱۷۰ بررسی منتقدان مثبت است، و میانگینِ امتیاز آن ۶٫۹/۱۰ است. اجماع این وبگاه چنین می‌نویسد: «رفقای بد فیلمی سریع، خنده‌دار و مملو از جذابیت‌های بصری رنگارنگ است که خبر خوبی برای مخاطبانی است که به دنبال گزینه‌هایی هستند که تمام خانواده بتوانند از آن لذت ببرند.» این فیلم در متاکریتیک که از میانگین وزنی استفاده می‌کند، بر اساس نظر ۲۶ منتقدین امتیاز ۶۴ از ۱۰۰ را کسب کرده که نشان‌گر «نقدهای عموماً مطلوب» است.

## دنباله
کارگردان پیر پریفل در آوریل ۲۰۲۲ پس از اکران فیلم، علاقهٔ خود را برای ساخت یک دنباله ابراز کرد. این دنباله در سال ۲۰۲۵ اکران شد.